# Duren (Gading)
Duren is een bestuurslaag in het regentschap Probolinggo van de provincie Oost-Java, Indonesië. Duren telt 1653 inwoners (volkstelling 2010).